# وایس‌پورت ایست (پنسیلوانیا)
وایس‌پورت ایست (به انگلیسی: Weissport East) یک منطقهٔ مسکونی در ایالات متحده آمریکا است که در پنسیلوانیا واقع شده‌است. وایس‌پورت ایست ۱٬۶۲۴ نفر جمعیت دارد.